# Аугустусбург
Аугустусбург (њем. Augustusburg) град је у њемачкој савезној држави Саксонија. Једно је од 61 општинског средишта округа Средња Саксонија. Према процјени из 2010. у граду је живјело 4.991 становника. Посједује регионалну шифру (AGS) 14522020.

## Географски и демографски подаци
Аугустусбург се налази у савезној држави Саксонија у округу Средња Саксонија. Град се налази на надморској висини од 516 метара. Површина општине износи 23,4 km². У самом граду је, према процјени из 2010. године, живјело 4.991 становника. Просјечна густина становништва износи 213 становника/km².